# Torneo Argentino A 2000-01
El Torneo Argentino A 2000-01 fue la sexta edición de este torneo, correspondiente a la tercera división del fútbol argentino. Se desarrolló entre el 7 de enero de 2001, con el inicio de la Primera Fase, y el 15 de julio del mismo año, con la disputa de la última fecha de la Fase Final.
En ella participaron dieciocho equipos provenientes de 11 provincias, divididos en dos zonas de nueve equipos cada una.

## Modo de disputa
En la primera fase se agruparon los 18 equipos en 2 zonas de 9 equipos cada una, dependiendo su ubicación geográfica; cada equipo jugaba 2 veces contra los demás, una de local y otra de visitante.
Al cabo de los primeros 16 partidos, los mejores 3 equipos de cada zona avanzaban a la zona campeonato, que le otorgaría la posibilidad al ganador de la Fase Fina de ascender a la Primera B Nacional.
Por otra parte, cada equipo ubicado en la penúltima colocación de las zonas de la Primera Fase, disputarían una reválida enfrentando a equipos provenientes del Torneo Argentino B.
Por último, los dos equipos ubicados en la última colocación al cabo de la Primera Fase, descendieron directamente al Argentino B.
En la zona campeonato, los equipos se agruparon en una zona única de 6 equipos, donde el ganador de la misma obtenía el ascenso a la Primera B Nacional.

## Equipos participantes

### Distribución geográfica
| Región                    | Equipos |
| ------------------------- | ------- |
| Provincia de Buenos Aires | 4       |
| Provincia del Chubut      | 1       |
| Provincia de Corrientes   | 2       |
| Provincia de Entre Ríos   | 1       |
| Provincia de Formosa      | 1       |
| Provincia de La Pampa     | 2       |
| Provincia de Mendoza      | 2       |
| Provincia de San Juan     | 1       |
| Provincia de Santa Fe     | 2       |
| Provincia de Salta        | 1       |
| Provincia de Tucumán      | 1       |
| Total                     | 18      |

### Equipos
| Club                | Localidad          | Provincia    | Liga de origen                       |
| ------------------- | ------------------ | ------------ | ------------------------------------ |
| 13 de junio         | Pirané             | Formosa      | Liga Piranense de Fútbol             |
| Aldosivi            | Mar del Plata      | Buenos Aires | Liga Marplatense de Fútbol           |
| Barraca             | Paso de los Libres | Corrientes   | Liga Libreña de Fútbol               |
| Ben Hur             | Rafaela            | Santa Fe     | Liga Rafaelina de Fútbol             |
| CAI                 | Comodoro Rivadavia | Chubut       | Liga de Fútbol de Comodoro Rivadavia |
| Cultural Argentino  | General Pico       | La Pampa     | Liga Pampeana de Fútbol              |
| Douglas Haig        | Pergamino          | Buenos Aires | Liga de fútbol de Pergamino          |
| General Belgrano    | Santa Rosa         | La Pampa     | Liga Cultural de Fútbol              |
| Gimnasia y Tiro (S) | Salta              | Salta        | Liga Salteña de Fútbol               |
| Huracán Corrientes  | Corrientes         | Corrientes   | Liga Correntina de Fútbol            |
| Huracán (SR)        | San Rafael         | Mendoza      | Liga Sanrafaelina de Fútbol          |
| Huracán (TA)        | Tres Arroyos       | Buenos Aires | Liga Tresarroyense de Fútbol         |
| Juventud Alianza    | Santa Lucía        | San Juan     | Liga Sanjuanina de Fútbol            |
| Liniers (BB)        | Bahía Blanca       | Buenos Aires | Liga del Sur (Bahía Blanca)          |
| Luján de Cuyo       | Luján de Cuyo      | Mendoza      | Liga Mendocina de Fútbol             |
| Ñuñorco             | Monteros           | Tucumán      | Liga Tucumana de fútbol              |
| Patronato           | Paraná             | Entre Ríos   | Liga Paranaense de Fútbol            |
| Tiro Federal (R)    | Rosario            | Santa Fe     | Asociación Rosarina de Fútbol        |

## Primera Fase

### Zona A
| Pos | Equipo             | Pts | PJ | PG | PE | PP | GF | GC | Dif |
| --- | ------------------ | --- | -- | -- | -- | -- | -- | -- | --- |
| 1.º | Huracán (TA)       | 34  | 16 | 9  | 7  | 0  | 27 | 16 | 11  |
| 2.º | Juventud Alianza   | 29  | 16 | 8  | 5  | 3  | 28 | 21 | 7   |
| 3.º | Cultural Argentino | 26  | 16 | 7  | 5  | 4  | 22 | 16 | 6   |
| 4.º | Luján de Cuyo      | 23  | 16 | 6  | 5  | 5  | 20 | 17 | 3   |
| 5.º | CAI                | 22  | 16 | 6  | 4  | 6  | 22 | 21 | 1   |
| 6.º | Huracán (SR)       | 17  | 16 | 4  | 5  | 7  | 16 | 19 | -3  |
| 7.º | Aldosivi           | 16  | 16 | 4  | 4  | 8  | 19 | 26 | -7  |
| 8.º | General Belgrano   | 15  | 16 | 4  | 3  | 9  | 19 | 25 | -6  |
| 9.º | Liniers (BB)       | 13  | 16 | 3  | 4  | 9  | 18 | 30 | -12 |

| Clasificado para Zona Campeonato |
| Jugó por la Permanencia          |
| Descendió al Torneo Argentino B  |

| CAI                 | 0 - 0 | Liniers (BB)       |
| Juventud Alianza    | 2 - 1 | Aldosivi           |
| Luján de Cuyo       | 0 - 0 | Huracán (TA)       |
| General Belgrano    | 2 - 2 | Cultural Argentino |
| Libre: Huracán (SR) |       |                    |

| Aldosivi                | 2 - 2 | CAI              |
| Liniers (BB)            | 3 - 2 | General Belgrano |
| Cultural Argentino      | 2 - 1 | Luján de Cuyo    |
| Huracán (TA)            | 1 - 1 | Huracán (SR)     |
| Libre: Juventud Alianza |       |                  |

| Luján de Cuyo       | 4 - 1 | Liniers (BB)       |
| CAI                 | 2 - 1 | Juventud Alianza   |
| Huracán (SR)        | 0 - 0 | Cultural Argentino |
| General Belgrano    | 1 - 0 | Aldosivi           |
| Libre: Huracán (TA) |       |                    |

| Liniers (BB)       | 0 - 0 | Huracán (SR)     |
| Aldosivi           | 0 - 2 | Luján de Cuyo    |
| Cultural Argentino | 0 - 0 | Huracán (TA)     |
| Juventud Alianza   | 2 - 0 | General Belgrano |
| Libre: CAI         |       |                  |

| Huracán (TA)              | 2 - 1 | Liniers (BB)     |
| Huracán (SR)              | 1 - 0 | Aldosivi         |
| Luján de Cuyo             | 1 - 1 | Juventud Alianza |
| General Belgrano          | 2 - 0 | CAI              |
| Libre: Cultural Argentino |       |                  |

| Liniers (BB)            | 1 - 2 | Cultural Argentino |
| Juventud Alianza        | 2 - 1 | Huracán (SR)       |
| Aldosivi                | 0 - 1 | Huracán (TA)       |
| CAI                     | 3 - 1 | Luján de Cuyo      |
| Libre: General Belgrano |       |                    |

| Cultural Argentino  | 0 - 0 | Aldosivi         |
| Huracán (TA)        | 2 - 2 | Juventud Alianza |
| Huracán (SR)        | 1 - 2 | CAI              |
| Luján de Cuyo       | 2 - 0 | General Belgrano |
| Libre: Liniers (BB) |       |                  |

| Aldosivi             | 3 - 1 | Liniers (BB)       |
| Juventud Alianza     | 2 - 1 | Cultural Argentino |
| CAI                  | 3 - 4 | Huracán (TA)       |
| General Belgrano     | 2 - 0 | Huracán (SR)       |
| Libre: Luján de Cuyo |       |                    |

| Liniers (BB)       | 2 - 2 | Juventud Alianza |
| Cultural Argentino | 0 - 2 | CAI              |
| Huracán (TA)       | 2 - 0 | General Belgrano |
| Huracán (SR)       | 1 - 0 | Luján de Cuyo    |
| Libre: Aldosivi    |       |                  |

| Liniers (BB)        | 2 - 0 | CAI              |
| Aldosivi            | 3 - 3 | Juventud Alianza |
| Cultural Argentino  | 2 - 1 | General Belgrano |
| Huracán (TA)        | 0 - 0 | Luján de Cuyo    |
| Libre: Huracán (SR) |       |                  |

| CAI                     | 3 - 0 | Aldosivi           |
| General Belgrano        | 2 - 0 | Liniers (BB)       |
| Luján de Cuyo           | 1 - 2 | Cultural Argentino |
| Huracán (SR)            | 1 - 2 | Huracán (TA)       |
| Libre: Juventud Alianza |       |                    |

| Liniers (BB)        | 0 - 0 | Luján de Cuyo    |
| Juventud Alianza    | 3 - 1 | CAI              |
| Cultural Argentino  | 1 - 0 | Huracán (SR)     |
| Aldosivi            | 1 - 0 | General Belgrano |
| Libre: Huracán (TA) |       |                  |

| Huracán (SR)     | 2 - 1 | Liniers (BB)       |
| Luján de Cuyo    | 1 - 0 | Aldosivi           |
| Huracán (TA)     | 1 - 0 | Cultural Argentino |
| General Belgrano | 1 - 1 | Juventud Alianza   |
| Libre: CAI       |       |                    |

| Juventud Alianza          | 3 - 1 | Luján de Cuyo    |
| Liniers (BB)              | 2 - 3 | Huracán (TA)     |
| Aldosivi                  | 3 - 2 | Huracán (SR)     |
| CAI                       | 2 - 1 | General Belgrano |
| Libre: Cultural Argentino |       |                  |

| Cultural Argentino      | 6 - 1 | Liniers (BB)     |
| Huracán (TA)            | 4 - 4 | Aldosivi         |
| Huracán (SR)            | 1 - 2 | Juventud Alianza |
| Luján de Cuyo           | 1 - 0 | CAI              |
| Libre: General Belgrano |       |                  |

| Aldosivi            | 2 - 1 | Cultural Argentino |
| Juventud Alianza    | 0 - 2 | Huracán (TA)       |
| CAI                 | 0 - 0 | Huracán (SR)       |
| General Belgrano    | 2 - 3 | Luján de Cuyo      |
| Libre: Liniers (BB) |       |                    |

| Liniers (BB)         | 2 - 0 | Aldosivi         |
| Cultural Argentino   | 1 - 0 | Juventud Alianza |
| Huracán (TA)         | 1 - 0 | CAI              |
| Huracán (SR)         | 3 - 1 | General Belgrano |
| Libre: Luján de Cuyo |       |                  |

| Juventud Alianza | 2 - 1 | Liniers (BB)       |
| CAI              | 2 - 2 | Cultural Argentino |
| General Belgrano | 2 - 2 | Huracán (TA)       |
| Luján de Cuyo    | 2 - 2 | Huracán (SR)       |
| Libre: Aldosivi  |       |                    |

### Zona B
| Pos | Equipo              | Pts | PJ | PG | PE | PP | GF | GC | Dif |
| --- | ------------------- | --- | -- | -- | -- | -- | -- | -- | --- |
| 1.º | Ben Hur             | 27  | 16 | 7  | 6  | 3  | 29 | 21 | 8   |
| 2.º | Gimnasia y Tiro (S) | 26  | 16 | 7  | 5  | 4  | 25 | 24 | 1   |
| 3.º | Patronato           | 25  | 16 | 6  | 7  | 3  | 22 | 16 | 6   |
| 4.º | Ñuñorco             | 23  | 16 | 6  | 5  | 5  | 28 | 25 | 3   |
| 5.º | Douglas Haig        | 23  | 16 | 7  | 2  | 7  | 22 | 25 | -3  |
| 6.º | Tiro Federal (R)    | 21  | 16 | 5  | 6  | 5  | 23 | 16 | 7   |
| 7.º | 13 de Junio         | 17  | 16 | 3  | 8  | 5  | 26 | 29 | -3  |
| 8.º | Huracán Corrientes  | 16  | 16 | 3  | 7  | 6  | 16 | 23 | -7  |
| 9.º | Barraca (PdlL)      | 14  | 16 | 4  | 2  | 10 | 25 | 37 | -12 |

| Clasificado para Zona Campeonato |
| Jugó por la Permanencia          |
| Descendió al Torneo Argentino B  |

| Patronato             | 0 - 0 | Tiro Federal (R)    |
| 13 de junio           | 1 - 1 | Ñuñorco             |
| Douglas Haig          | 1 - 1 | Huracán Corrientes  |
| Ben Hur               | 1 - 1 | Gimnasia y Tiro (S) |
| Libre: Barraca (PdlL) |       |                     |

| Huracán Corrientes  | 1 - 1 | Patronato      |
| Tiro Federal (R)    | 2 - 2 | 13 de junio    |
| Ñuñorco             | 5 - 2 | Ben Hur        |
| Gimnasia y Tiro (S) | 4 - 4 | Barraca (PdlL) |
| Libre: Douglas Haig |       |                |

| Barraca (PdlL)             | 1 - 3 | Ñuñorco            |
| Patronato                  | 2 - 0 | Douglas Haig       |
| Ben Hur                    | 2 - 0 | Tiro Federal (R)   |
| 13 de Junio                | 4 - 0 | Huracán Corrientes |
| Libre: Gimnasia y Tiro (S) |       |                    |

| Ñuñorco            | 2 - 4 | Gimnasia y Tiro (S) |
| Douglas Haig       | 3 - 1 | 13 de junio         |
| Huracán Corrientes | 1 - 1 | Ben Hur             |
| Tiro Federal (R)   | 2 - 0 | Barraca (PdlL)      |
| Libre: Patronato   |       |                     |

| Gimnasia y Tiro (S) | 1 - 0 | Tiro Federal (R)   |
| Barraca (PdlL)      | 2 - 1 | Huracán Corrientes |
| Ben Hur             | 1 - 0 | Douglas Haig       |
| 13 de junio         | 1 - 3 | Patronato          |
| Libre: Ñuñorco      |       |                    |

| Huracán Corrientes | 1 - 1 | Gimnasia y Tiro (S) |
| Tiro Federal (R)   | 1 - 1 | Ñuñorco             |
| Patronato          | 1 - 0 | Ben Hur             |
| Douglas Haig       | 3 - 2 | Barraca (PdlL)      |
| Libre: 13 de junio |       |                     |

| Ñuñorco                 | 2 - 1 | Huracán Corrientes |
| Gimnasia y Tiro (S)     | 2 - 1 | Douglas Haig       |
| Barraca (PdlL)          | 0 - 1 | Patronato          |
| Ben Hur                 | 5 - 0 | 13 de junio        |
| Libre: Tiro Federal (R) |       |                    |

| Patronato          | 5 - 2 | Gimnasia y Tiro (S) |
| Douglas Haig       | 2 - 1 | Ñuñorco             |
| Huracán Corrientes | 1 - 1 | Tiro Federal (R)    |
| 13 de Junio        | 3 - 2 | Barraca (PdlL)      |
| Libre: Ben Hur     |       |                     |

| Tiro Federal (R)          | 2 - 1 | Douglas Haig |
| Ñuñorco                   | 1 - 0 | Patronato    |
| Gimnasia y Tiro (S)       | 1 - 0 | 13 de junio  |
| Barraca (PdlL)            | 2 - 0 | Ben Hur      |
| Libre: Huracán Corrientes |       |              |

| Tiro Federal (R)      | 1 - 2 | Patronato    |
| Ñuñorco               | 1 - 1 | 13 de junio  |
| Huracán Corrientes    | 1 - 2 | Douglas Haig |
| Gimnasia y Tiro (S)   | 2 - 2 | Ben Hur      |
| Libre: Barraca (PdlL) |       |              |

| Ben Hur             | 3 - 2 | Ñuñorco             |
| Barraca (PdlL)      | 2 - 0 | Gimnasia y Tiro (S) |
| 13 de junio         | 1 - 1 | Tiro Federal (R)    |
| Patronato           | 0 - 0 | Huracán Corrientes  |
| Libre: Douglas Haig |       |                     |

| Tiro Federal (R)           | 1 - 2 | Ben Hur        |
| Douglas Haig               | 1 - 0 | Patronato      |
| Ñuñorco                    | 2 - 1 | Barraca (PdlL) |
| Huracán Corrientes         | 1 - 0 | 13 de junio    |
| Libre: Gimnasia y Tiro (S) |       |                |

| Barraca (PdlL)      | 0 - 5 | Tiro Federal (R)   |
| Gimnasia y Tiro (S) | 1 - 0 | Ñuñorco            |
| Ben Hur             | 0 - 0 | Huracán Corrientes |
| 13 de junio         | 1 - 1 | Douglas Haig       |
| Libre: Patronato    |       |                    |

| Tiro Federal (R)   | 3 - 0 | Gimnasia y Tiro (S) |
| Douglas Haig       | 2 - 4 | Ben Hur             |
| Huracán Corrientes | 2 - 0 | Barraca (PdlL)      |
| Patronato          | 2 - 2 | 13 de junio         |
| Libre: Ñuñorco     |       |                     |

| Barraca (PdlL)      | 4 - 1 | Douglas Haig       |
| Ben Hur             | 1 - 1 | Patronato          |
| Ñuñorco             | 1 - 1 | Tiro Federal (R)   |
| Gimnasia y Tiro (S) | 4 - 1 | Huracán Corrientes |
| Libre: 13 de junio  |       |                    |

| 13 de junio             | 3 - 3 | Ben Hur             |
| Huracán Corrientes      | 4 - 2 | Ñuñorco             |
| Patronato               | 3 - 3 | Barraca (PdlL)      |
| Douglas Haig            | 2 - 0 | Gimnasia y Tiro (S) |
| Libre: Tiro Federal (R) |       |                     |

| Ñuñorco             | 3 - 1 | Douglas Haig       |
| Gimnasia y Tiro (S) | 2 - 0 | Patronato          |
| Tiro Federal (R)    | 2 - 0 | Huracán Corrientes |
| Barraca (PdlL)      | 2 - 5 | 13 de Junio        |
| Libre: Ben Hur      |       |                    |

| Douglas Haig              | 1 - 0 | Tiro Federal (R)    |
| Patronato                 | 1 - 1 | Ñuñorco             |
| 13 de junio               | 1 - 1 | Gimnasia y Tiro (S) |
| Ben Hur                   | 2 - 0 | Barraca (PdlL)      |
| Libre: Huracán Corrientes |       |                     |

## Zona Campeonato

### Tabla de posiciones final
| Pos | Equipo              | Pts | PJ | PG | PE | PP | GF | GC | Dif |
| --- | ------------------- | --- | -- | -- | -- | -- | -- | -- | --- |
| 1.º | Huracán (TA)        | 20  | 10 | 6  | 2  | 2  | 17 | 11 | 6   |
| 2.º | Gimnasia y Tiro (S) | 18  | 10 | 6  | 0  | 4  | 24 | 22 | 2   |
| 3.º | Juventud Alianza    | 17  | 10 | 5  | 2  | 3  | 16 | 9  | 7   |
| 4.º | Ben Hur             | 15  | 10 | 4  | 3  | 3  | 15 | 11 | 4   |
| 5.º | Patronato           | 14  | 10 | 4  | 2  | 4  | 16 | 18 | -2  |
| 6.º | Cultural Argentino  | 1   | 10 | 0  | 1  | 9  | 7  | 24 | -17 |

| Campeón. Asciende a Primera B Nacional |

### Resultados
| Gimnasia y Tiro (S) | 4 - 1 | Patronato          |
| Ben Hur             | 1 - 0 | Cultural Argentino |
| Huracán (TA)        | 1 - 1 | Juventud Alianza   |

| Gimnasia y Tiro (S) | 3 - 2 | Ben Hur            |
| Juventud Alianza    | 3 - 0 | Cultural Argentino |
| Patronato           | 1 - 0 | Huracán (TA)       |

| Ben Hur            | 1 - 1 | Juventud Alianza    |
| Cultural Argentino | 0 - 0 | Patronato           |
| Huracán (TA)       | 3 - 1 | Gimnasia y Tiro (S) |

| Gimnasia y Tiro (S) | 6 - 3 | Cultural Argentino |
| Huracán (TA)        | 1 - 1 | Ben Hur            |
| Patronato           | 2 - 1 | Juventud Alianza   |

| Ben Hur            | 3 - 1 | Patronato           |
| Juventud Alianza   | 3 - 0 | Gimnasia y Tiro (S) |
| Cultural Argentino | 3 - 4 | Huracán (TA)        |

| Juventud Alianza   | 0 - 1 | Huracán (TA)        |
| Patronato          | 5 - 2 | Gimnasia y Tiro (S) |
| Cultural Argentino | 0 - 1 | Ben Hur             |

| Huracán (TA)       | 3 - 0 | Patronato           |
| Cultural Argentino | 0 - 2 | Juventud Alianza    |
| Ben Hur            | 3 - 0 | Gimnasia y Tiro (S) |

| Juventud Alianza    | 1 - 0 | Ben Hur            |
| Gimnasia y Tiro (S) | 3 - 0 | Huracán (TA)       |
| Patronato           | 3 - 1 | Cultural Argentino |

| Ben Hur            | 1 - 2 | Huracán (TA)        |
| Cultural Argentino | 0 - 2 | Gimnasia y Tiro (S) |
| Juventud Alianza   | 2 - 1 | Patronato           |

| Huracán (TA)        | 2 - 0 | Cultural Argentino |
| Patronato           | 2 - 2 | Ben Hur            |
| Gimnasia y Tiro (S) | 3 - 2 | Juventud Alianza   |

|                                  |
|                                  |
| Campeón Huracán (TA) 1.er título |

## Promociones Torneo Argentino A – Torneo Argentino B
| Huracán (C)                        | 3 - 1            | Talleres (P) | 24 de junio de 2001 |
| Talleres (P)                       | 2 - 0 Pen. 4 - 5 | Huracán (C)  | 1 de julio de 2001  |
| Huracán (C) conserva la categoría. |                  |              |                     |

| General Belgrano                                                      | 1 - 0 | Estudiantes (RC) | 24 de junio de 2001 |
| Estudiantes (RC)                                                      | 3 - 1 | General Belgrano | 1 de julio de 2001  |
| Estudiantes (RC) ascendió al Torneo Argentino A por un global de 3-2. |       |                  |                     |